# Dolmen von Brennanstown

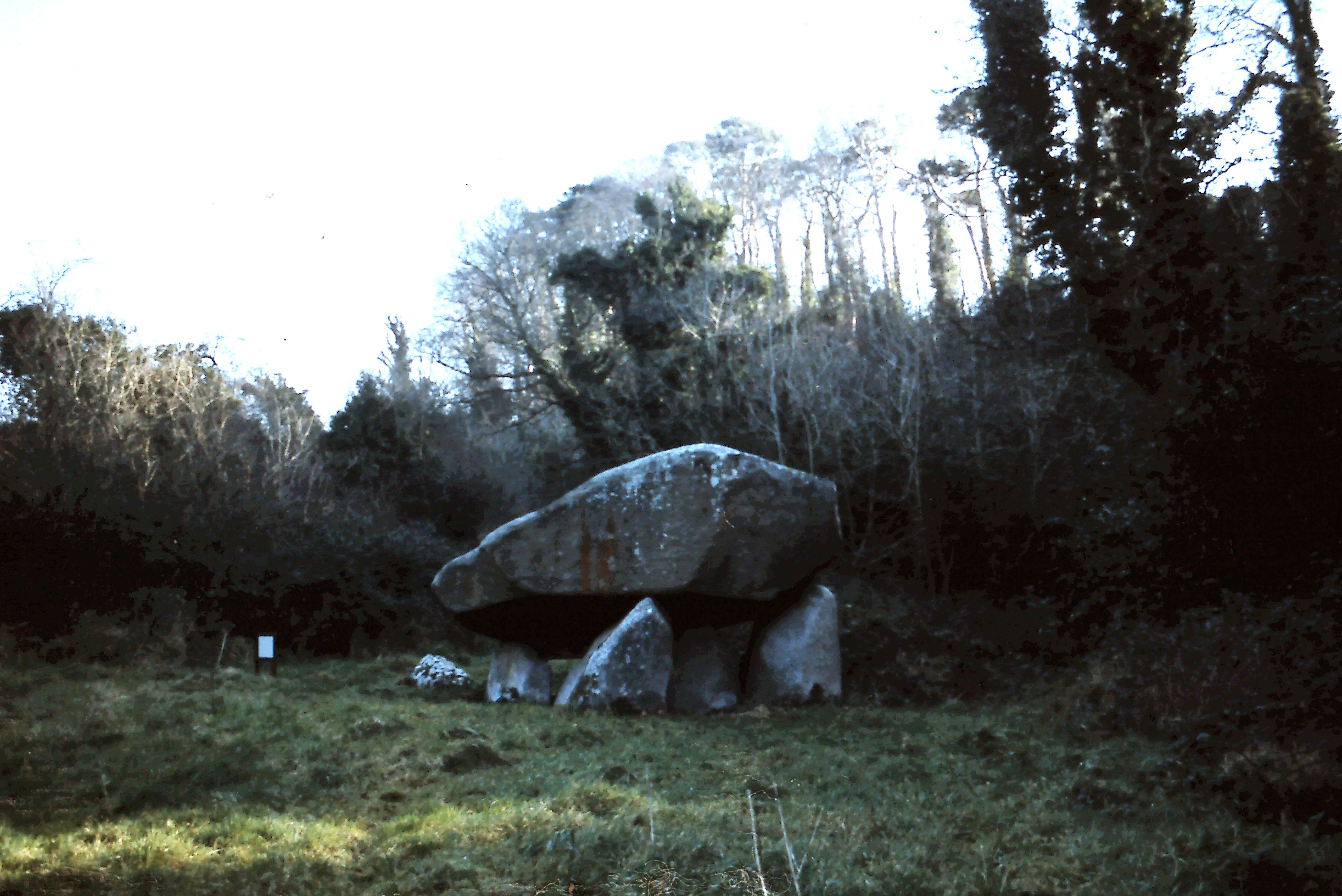
Dolmen von Brenanstown

Der zwischen 4000 und 2500 v. Chr. in der Jungsteinzeit errichtete Dolmen von Brenanstown (auch Glendruid oder Druids Altar genannt) ist ein Portal Tomb. Es liegt im Townland Brenanstown (irisch Baile Uí Bhraonáin) in einer Senke, unweit der Brennanstown Road, im Süden des County Dublin bei Bray im Tal von Glen Druide, etwa 1,7 km südlich von Cabinteely in der Republik Irland. Als Portal Tombs werden Megalithanlagen auf den Britischen Inseln bezeichnet, bei denen zwei gleich hohe, aufrecht stehende Steine mit einem Türstein dazwischen, die Vorderseite einer Kammer bilden, die mit einem zum Teil gewaltigen Deckstein bedeckt ist.
Es gab Restaurierungen an der Rückseite der Megalithanlage, deren Steine aus Granit sind. Der vorne in eine Höhe von 3,5 m aufragende Deckstein ist etwa 4,4 m lang und breit und hat ein Gewicht von etwa 45 Tonnen und in der Dicke des Decksteins die typische, verjüngende Form irischer Portal Tombs. Das gibt dem Dolmen das Aussehen eines auffliegenden Vogels. Er hat auf der Oberseite des Endsteins zwei tiefe Rinnen mit Kanälen, die zu den Seiten führen. Dies ist eine Form, die auf irischen Denkmälern mehrfach festgestellt wurde.
Hinter dem Grab befindet sich eine rechteckige Anordnung von Steinen, die zu einer zweiten Kammer gehört haben können, damit wäre die Anlage eine von lediglich zwei Doppelportal Tombs.
Das Portal Tomb hat Ähnlichkeit mit dem nahen Portal Tomb von Kiltiernan.

## Menhir von Brennanstown
Der Menhir (englisch Standing stone) steht in einer modernen Wohnanlage im County Dublin. Er wurde 200 m östlich seines ursprünglichen Standortes wieder aufgebaut. Er ist 1,38 m hoch, 0,30 m breit, 0,23 m tief und besteht aus Granit. Er wurde von Judith Carroll ausgegraben und stand in einer kleinen Grube, gestützt durch eine Steinpackung. In der Nähe wurden Fragmente verbrannten menschlichen Knochens gefunden.